# Rabén & Sjögren
Rabén & Sjögren er et svensk forlag. Det er et af Sveriges førende forlag indenfor børne- og ungdomslitteratur. Forlaget blev stiftet i 1942 af Hans Rabén og Carl-Olof Sjögren. Siden 1998 har forlaget været en del af Norstedts Förlagsgrupp AB.
Forlaget udgiver blandt andet Brødrene Løvehjerte og andre bøger af Astrid Lindgren på svensk. Samarbejdet med den senere berømte forfatter startede allerede med udgivelsen af Lindgrens debutbog Britt-Mari lättar sitt hjärta i 1944.